# Підв'язкова змія мінлива
Підв'язкова змія мінлива (Thamnophis marcianus) — змія з роду Підв'язкові змії родини Вужеві. Інші назви «строката підв'язкова змія», «шаховий садовий вуж». Має 3 підвиди.

## Опис
Загальна довжина сягає 50—60 см, відомі рекордні особини до 1 м. Голова дещо розширена. Тулуб стрункий та довгий. Луска кілевата. Має характерний малюнок з чорних квадратних плям, розташованих у шаховому порядку й тонких білих поздовжніх смуг на зеленому або оливковій тлі. Одна зі смуг тягнеться вздовж хребта, ще дві з кожного боку тулуба.

## Спосіб життя
Полюбляє місця по берегах річок, ставків й зрошувальних каналів. Гарно плаває, здобич нерідко ловить прямо у воді. Активна вночі. Харчується жабами, дрібною рибою, дощовими хробаками. При нагоді не гребує й новонародженими гризунами.
Це яйцеживородна змія. Самиця народжує 5—10 дитинчат

## Розповсюдження
Мешкає на південному заході США, у Мексиці, Белізі, Гватемалі, Нікарагуа, Коста-Риці, Гондурасі та Сальвадорі.

## Підвиди
- Thamnophis marcianus bovalli
- Thamnophis marcianus marcianus
- Thamnophis marcianus praeocularis